# Стара чаршија у Ивањици
Стара чаршија у Ивањици је назив за ширу просторно-амбијенталну целину сконцентрисану око центра града, која је 1987. године  проглашена за непокретно културно добро као просторно-културно-историјска целина од великог значаја. Строги центар града, пре свега главна улица Милинка Кушића, задржао је аутентичан изглед из половине XIX века. Већина објеката изграђена је након Великог пожара из 1846. године, који је захватио ову варош на граници Кнежевине Србије и спалио је готово до темеља.

## Јеремића кућа
Један од најстаријих објеката у Старој чаршији је „Јеремића кућа”, једна од дванаест зграда које су остале сачуване после пожара. То је зидана двоспратница у чијем приземљу је била занатска радња, а на спрату простор за становање. Налази се на крају шеталишта и представља препознатљиви знак Ивањице.

## Црква Светог цара Констатина и царице Јелене
Одмах по оснивању вароши, око 1836. године почела је да се гради варошка црква од прилога народа. У наредне три године завршена је црква посвећена Светом цару Константину и царици Јелени. Прву рестаурацију имала је већ педесетих година, а осликао ју је тада познати сликар Димитрије Посниковић 1862. године. Аутентични иконостас и живопис сачувани су до данас.

## Камени мост
Почетком 20. века, у Ивањици у центру града почиње изградња једнолучног моста, који је данас познат по називу „Камени мост“. Пројекат је потписао инжењер Миленко Турудић, а извођење радова поверено је познатом Ивањичанину Благоју Луковићу.
Камен за градњу допреман је из мајдана у Рашчићима. Према причама мештана, у недостатку везивног материјала, утрошено је тридесет хиљада кокошијих јаја. У то време био је једини једнолучни мост у овом делу Балкана, рађен системом укрштених клинова. Дужина лука који спаја две обале Моравице је 24 метра. Током изградње погинула су два, а повређена четири радника. У знак сећања на њихову смрт, подигнут им је споменик на Ивањичком гробљу. Изградња моста завршена је 1906. године.

## Кушића хан
У оквиру Старе чаршије, налази се и „Кушића хан”. Овај објекат представља својеврстан споменик народног неимарства Моравичког краја. Грађен у стилу планинских кућа од камена и дрвета. Служио је као коначиште кириџијама, који су овуда пролазили идући из Санџака и са Златибора.

## Споменик револуцији
Прекопута Кушића хана налази се Споменик револуције, највећи мозаик на простору бивше Југославије, величине 5 пута 2,4 метра. Аутор овог монументалног споменика је југословенски сликар Ђорђе Андрејевић Кун, коме су у раду помагале тада младе колеге, а касније афирмисани уметници Нада Худе, Милош Гвозденовић и Љуба Лах. Запис о уметницима остављен је на плочи која се налази на северној страни споменика.
Споменик револуције је у облику благо полукружно закривљеног обрнутог трапеза. Налази се на правоугаоном постаменту начињеном од плоча белог мермера. Са предње стране налази се мозаичка представа скупине револуционара у борбеном јуришу, урађена од ситно глазираних керамичких плочица. Са стране су постављене мермерне жардињере. Сам мозаик не садржи писани епитаф, већ само урезан натпис у мермеру 1941-1945. Споменик револуције је откривен 1957. године.

## Хидроцентрала „Моравица”
Део ове амбијенталне целине представља и Хидроцентрала Моравица подигнута 1911. Пуштена је у рад као седма хидроцентрала у Србији. Хидроцентрала је имала 260 кс и осветљавала је само варош. Сименсов генератор, који и данас ради, довезен је у Ивањицу на воловским колима, јер Ивањица тада није имала пругу, као ни данас. Године 1936. подигнута је камено-бетонска брана у висини од 9 метара, а ширине 16 м.
Грађевинским решењем 2011. године аутентичан изглед ове бране је промењен, као и поглед на водопад који је деценијама привлачио посматраче у овај крај.

## Мали Холивуд
Стара чаршија у Ивањици деценијама уназад је била кулиса за снимање филмова и серија у златно доба југословенске кинематографије. Промоција Старе чаршије, као места за снимање филмова, започела је Соја Јовановић снимањем прве филмске верзије „Сумњивог лица” Бранислава Нушића, педесетих година прошлог века. Потом је ту Здравко Шотра снимио чувени серијал „Више од игре”, затим долази филм „Сок од шљива”, „Ужичка република” и тако редом. Овој такозваној филмској епохи нарочито је погодовао аутентични амбијент варошице из 19. века, па је Ивањица у једном периоду имала назив „мали Холивуд“.